# René Jacquot
René Jacquot (* 28. Juli 1961 in Toul, Département Meurthe-et-Moselle) ist ein ehemaliger französischer Profiboxer. Er ist ehemaliger Französischer Meister, Europameister der EBU und Weltmeister der WBC im Halbmittelgewicht.

## Karriere
René Jacquot begann 1983 mit dem Profiboxen und erzielte bis 1987 eine nur durchwachsene Bilanz von 13 Siegen, 9 Niederlagen und einem Remis. Seine erfolgreiche Laufbahn begann schließlich im Januar 1987 mit einem Punktesieg gegen den ungeschlagenen Jean-Paul Roux (16-0). In seinem nächsten Kampf im April konnte er die Französische Meisterschaft durch einen K.-o.-Sieg gegen Yvor Segor erkämpfen. Es folgten vier weitere Siege, darunter gegen Ex-Benelux-Meister John van Elteren und Miodrag Perunović, der bei den Amateuren unter anderem Europameister und Vizeweltmeister geworden war.
Im Januar 1988 besiegte er in Italien den amtierenden Europameister Luigi Minchillo (55-4) vorzeitig in der vierten Runde. Den so gewonnenen EBU-Titel verteidigte er anschließend durch K. o. gegen den Belgier Eric Taton und den Deutschen Erwin Heiber, sowie nach Punkten gegen Romolo Casamonica (23-0). Für 1988 wurde er zudem von der Académie des sports ausgezeichnet.
Im Februar 1989 konnte er in Grenoble den US-Amerikaner Donald Curry (31-2) beim Kampf um die WBC-Weltmeisterschaft einstimmig nach Punkten besiegen und wurde damit Frankreichs erster Boxweltmeister seit 30 Jahren. Der Kampf wurde vom Ring Magazine zur Überraschung des Jahres gewählt. Den Titel verlor er jedoch im ersten Verteidigungskampf im Juli 1989 an John Mugabi (33-2). Er war bereits in der ersten Runde nach einem Niederschlag so unglücklich gestürzt, dass er den Kampf aufgrund einer Fußverletzung aufgeben musste.
Nach zwei Aufbausiegen kam er 1990 noch zu zwei WM-Kämpfen um die Titel der WBC und IBF, unterlag jedoch jeweils nach Punkten gegen Terry Norris (25-3) und Gianfranco Rosi (49-3). Anschließend beendete er seine Karriere.
| Vorgänger    | Amt                                                                       | Nachfolger  |
| ------------ | ------------------------------------------------------------------------- | ----------- |
| Donald Curry | Boxweltmeister im Halbmittelgewicht (WBC) 11. Februar 1989 – 8. Juli 1989 | John Mugabi |